# Czerciaż
Czerciaż (biał. Чарцяж; ros. Чертяж, Czertiaż) – wieś na Białorusi, w obwodzie mińskim, w rejonie mińskim, w sielsowiecie Borowlany.